# Église Santa Caterina a Chiaia
L'église Santa Caterina a Chiaia (Sainte-Catherine-de-Chiaia) est une des églises monumentales du cœur historique de Naples. Elle donne via Chiaia, rue élégante de la cité parthénopéenne. L'église est consacrée à sainte Catherine, vierge et martyre, et dépend de l'archidiocèse de Naples. C'est ici qu'est inhumée la sœur de Louis XVI, la vénérable Marie-Clotilde de France.

## Description

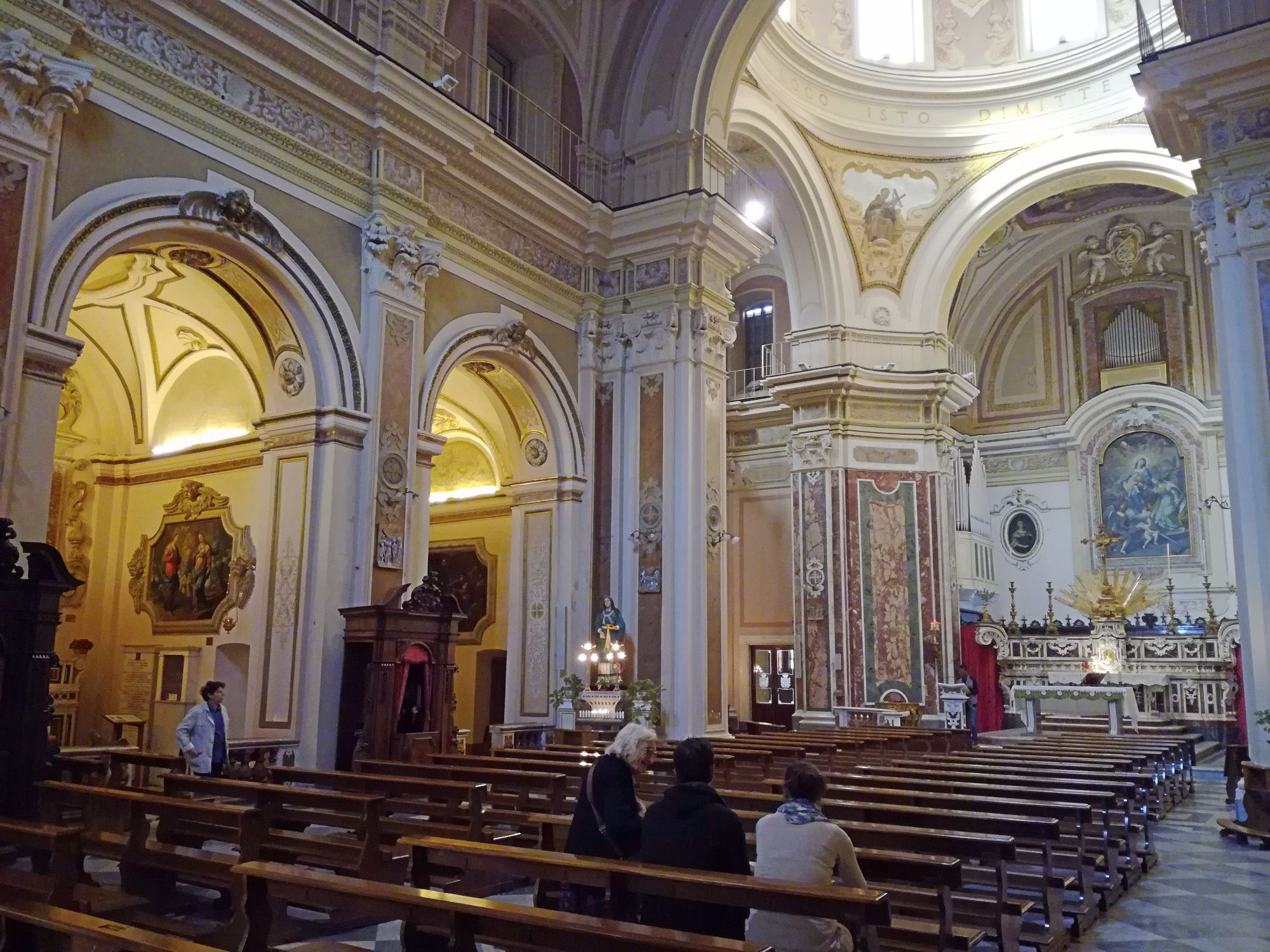
Intérieur de l'église.

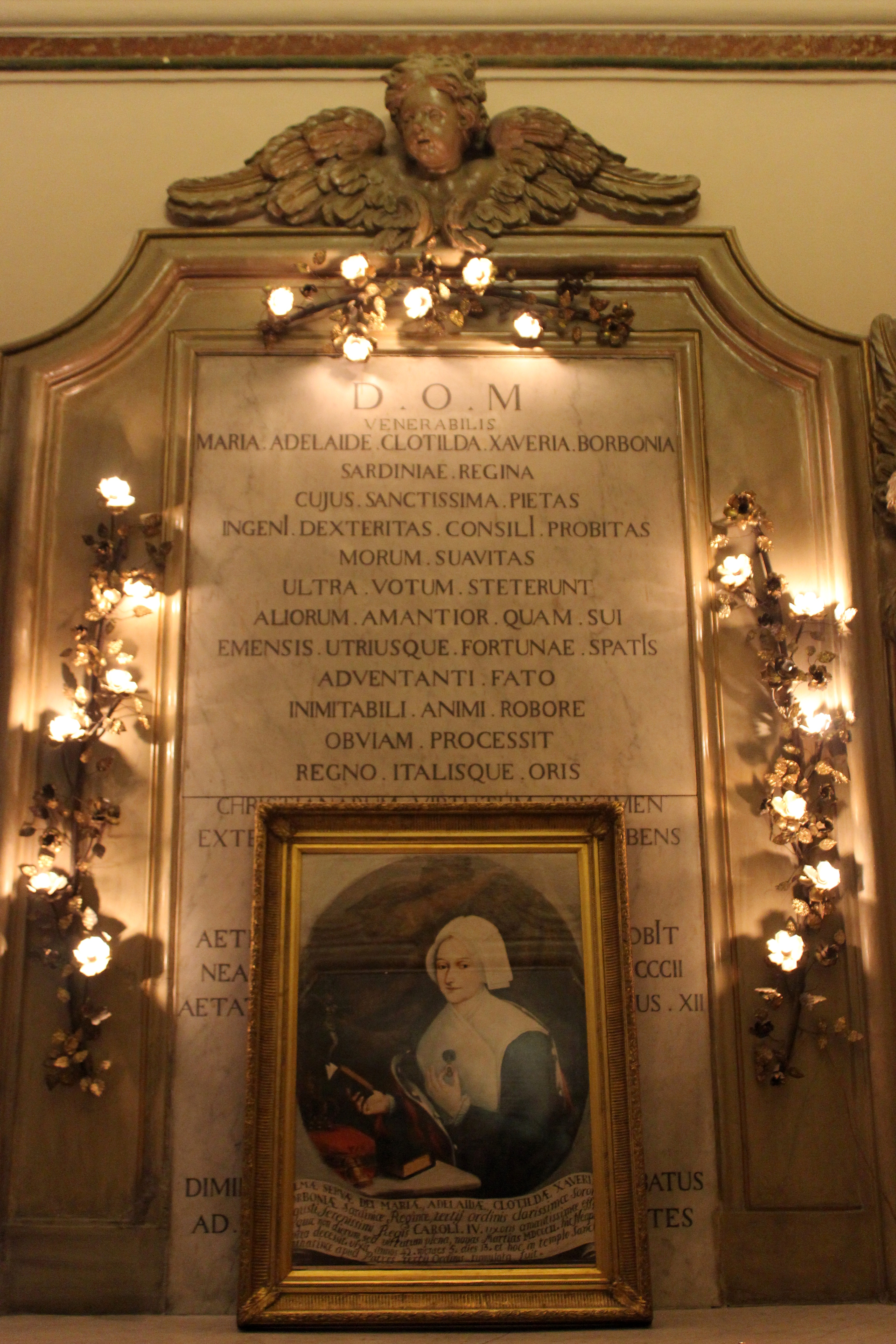
Pierre tombale de la reine Marie-Clotilde.

La façade simple de l'église pourrait laisser supposer que cette église est modeste, mais en fait elle est imposante avec ses 37 mètres de longueur, ses 23,55 mètres de largeur, et ses 35 mètres de hauteur jusqu'en haut de la coupole.
L'église remonte à l'an 1600 (comme l'indique la plaque au-dessus du portail) et remplace une ancienne petite chapelle surnommée Santa Caterenella. Un bas-relief de stuc représente sainte Catherine avec sa roue au-dessus de la fenêtre de la façade.
Cette église majestueuse se présente sous cette forme depuis le remaniement de 1713, et a de plus été enrichie, embellie et allongée. Elle s'inscrit dans un plan à croix latine avec des chapelles latérales. La coupole s'appuie sur quatre arcs à plein cintre reposant sur des piliers massifs. La façade du XVIIIe siècle annonce déjà le goût néo-classique. 
Les œuvres d'art que l'on peut distinguer dans l'église sont surtout ses fresques et les tableaux d'Antonio Sarnelli, des tableaux de la fin du XVIe siècle et du XVIIe siècle, la tribune en bois de noyer de 1773, ses pierres tombales et ses nombreuses statues.
L'édifice adjacent à gauche accueille le couvent du Tiers-ordre franciscain, auquel l'église est affiliée.
Le tombeau de la reine Marie-Clotilde (1759-1802), femme de Charles-Emmanuel IV de Savoie, se trouve à l'intérieur de l'église. Marie-Clotilde était la sœur de Louis XVI. Elle a été déclarée vénérable en 1808 par l'Église catholique qui a également reconnu l'héroïcité de ses vertus en 1982. On trouve aussi dans l'église la tombe de Mgr Carlo Francesco Giocoli, évêque appartenant à l'antique maison princière des Giocoli.